# Bernd Schneider (fotbalista)
Bernd Schneider (* 17. listopadu 1973, Jena, Německá demokratická republika) je bývalý německý fotbalista, univerzální hráč, který nejčastěji nastupoval v záložní řadě. Odehrál 81 zápasů za reprezentaci.

## Klubová kariéra
Ve své kariéře oblékal dres tří německých klubů. Těmi byly FC Carl Zeiss Jena, Eintracht Frankfurt (jedna sezóna) a Bayer Leverkusen.

## Reprezentační kariéra
Součástí reprezentačního celku se stal v roce 1999, kdy hrálo Německo Konfederační pohár FIFA. Tři roky poté vybojoval s Německem stříbrnou medaili na mistrovství světa v Koreji a Japonsku. Na mistrovství Evropy 2004 však Němci úspěchu nedosáhli. Dvě remízy s Lotyšskem a Nizozemskem a porážka od Česka, které mělo postup již jistý zatímco Němci hráli o všechno, nestačily k postupu. Následující rok ale opět přišla medaile, tentokráte bronová z Konfederačního poháru, které Německo pořádalo stejně jako mistrovství světa o několik měsíců později. Na mistrovství světa 2006 vybojovalo Německo rovněž bronzovou medaili. V úvodním zápase proti Kostarice nastoupil Schneider jako kapitán mužstva a dovedl svůj tým k povinnému vítězství. Toto mistrovství bylo posledním, na kterém si Bernd Schneider zahrál. Kvůli zranění se nemohl zúčastnit mistrovství Evropy pořádané Švýcarskem a Rakouskem.

## Úspěchy
Bayer Leverkusen
- Liga mistrů
  - 2. místo (2001/02)
- Bundesliga
  - 2. místo (1999/00, 2001/02)
  - 3. místo (2003/04)
- DFB-Pokal
  - 2. místo (2002, 2009)

Německo
- Mistrovství světa
  - 2. místo (2002)
  - 3. místo (2006)
- Konfederační pohár
  - 3. místo (2005)

## Osobní život
Se svou ženou Carinou má Bernd dvě děti – dceru Emily a syna Giovanniho.